# Quintana de la Serena (kommunhuvudort)
Quintana de la Serena är en kommunhuvudort i Spanien.   Den ligger i provinsen Provincia de Badajoz och regionen Extremadura, i den centrala delen av landet, 250 km sydväst om huvudstaden Madrid. Quintana de la Serena ligger 411 meter över havet och antalet invånare är 5 242.
Terrängen runt Quintana de la Serena är huvudsakligen platt, men västerut är den kuperad. Runt Quintana de la Serena är det glesbefolkat, med 20 invånare per kvadratkilometer. Närmaste större samhälle är Castuera, 11,2 km öster om Quintana de la Serena. Trakten runt Quintana de la Serena består till största delen av jordbruksmark.